# 盗墓笔记话剧版
盗墓笔记话剧版，有时亦被称为盗墓笔记舞台剧，是指源于南派三叔小说《盗墓笔记》的话剧系列作品。

## 话剧列表
| 类别 | 作品名                    | 演出地点             | 首映时间 | 场次 | 总票房   | 导演   | 剧情                                                                               |
| 主线 | 盗墓笔记I                 | 上海人民大舞台等剧场 | 2013年   | 82场 | 4200万元 | 刘方祺 | 讲述了土夫子后人吴邪意外得到战国帛书碎片后，与三叔、闷油瓶、潘子等一起寻宝的故事。 |
| 主线 | 盗墓笔记II-怒海潜沙       | 厦门等地             | 2014年   |      |          | 刘方祺 | 讲述了为了吴邪带着“蛇眉铜鱼”和搜救队一同在西沙群岛寻找三叔的故事。                 |
| 主线 | 盗墓笔记Ⅲ：云顶天宫       | 上海等地             | 2015年   |      |          | 刘方祺 | 讲述了吴邪和老九门的陈皮阿四等一行人前往云顶天宫探秘的故事。                       |
| 主线 | 盗墓笔记IV：蛇沼鬼城      | 上海等地             | 2019年   |      |          | 刘方祺 | 讲述了吴邪前往格尔木探索录像带中谜团的故事。                                       |
| 番外 | 盗墓笔记·外传：藏海花     | 上海人民大舞台等剧场 | 2016年   |      |          | 刘方祺 | 讲述了吴邪探寻张起灵秘密的故事。                                                   |
| 番外 | 盗墓笔记·番外篇：新月饭店 | 上海人民大舞台等剧场 | 2017年   |      |          | 刘方祺 | 讲述了铁三角大闹新月饭店的故事。                                                   |

## 备注
1. ↑  有时在媒体报道中亦被称为“盗墓笔记舞台剧”
2. ↑  此处导演列表中没有来源的导演名字根据外部链接豆瓣中显示的导演填写
3. ↑  此处的主线系列作品是指每一部作品和上一部作品有前后延续的关联
4. ↑  此处的番外系列作品同时包括在作品海报中有外传和番外篇字样的作品

### 主线
- 盗墓笔记-豆瓣介绍 （页面存档备份，存于）

- 盗墓笔记II-怒海潜沙-豆瓣介绍 （页面存档备份，存于）

- 盗墓笔记Ⅲ：云顶天宫-豆瓣介绍 （页面存档备份，存于）

- 盗墓笔记IV：蛇沼鬼城-豆瓣介绍 （页面存档备份，存于）

### 番外
- 盗墓笔记外传：藏海花-豆瓣介绍 （页面存档备份，存于）

- 盗墓笔记·番外篇：新月饭店-豆瓣介绍 （页面存档备份，存于）